# ريان جونسون (لاعب كرة القدم)
ريان جونسون (بالإنجليزية: Ryan Johnson)‏ (و. 1984  م) هو لاعب كرة القدم، من جامايكا، ولد في كينغستون، يلعب كمهاجم.

## روابط خارجية
- ريان جونسون على موقع دوري كوريا الجنوبية (الإنجليزية)
- ريان جونسون على موقع الدوري الأمريكي (الإنجليزية)
- ريان جونسون على موقع قاعدة بيانات كرة القدم.إي يو (الإنجليزية)
- ريان جونسون على موقع ناشيونال فوتبول تيمز (الإنجليزية)
- ريان جونسون على موقع Soccerway.com (الإنجليزية)
- ريان جونسون على موقع عالم كرة القدم.نت (الإنجليزية)